# Шаповалов, Афанасий Ефимович
Афанасий Ефимович Шаповалов (12 февраля 1899 года — 28 апреля 1945 года) — советский военачальник. Участник Гражданской и Великой Отечественной войн, командир дивизии полковник (1940 год).

## Начальная биография
Афанасий Шаповалов родился 12 февраля 1899 года в деревне Аннино Бобрикской волости Льговского уезда Курской губернии. Русский.

## Военная служба
В Красной армии с мая 1919 года.
Член ВКП(б) с 1922 года.
Образование. Окончил 51-е пехотные курсы комсостава в Харькове (1921), курс переподготовки при 5-й кавалерийской Елисаветградской школы им. С. М. Буденного (1924), Военную академию РККА им. М. В. Фрунзе (1933), Академию Генштаба РККА им. К. Е. Ворошилова (1941).

### Довоенное время
В Гражданскую войну А. Е. Шаповалов 5 мая 1919 года был призван в РККА в Петрограде и зачислен красноармейцем в 1-й запасной Петроградский полк. В октябре 1919 года убыл с полком на Северный фронт, где в составе 7-й армии сражался против белогвардейских войск генерала Н. Н. Юденича под Красным Селом, Ямбургом и вплоть до Нарвы (до заключения перемирия с Эстонией). В январе 1920 года полк был переформирован в 501-й стрелковый в составе 6-й пехотной дивизии этой же армии.
В марте 1920 года А. Е. Шаповалов заболел и был госпитализирован, затем находился в отпуску по болезни. По выздоровлении в начале мая направлен Льговским уездным военкоматом в 4-й запасной полк в г. Курск, затем 20 мая оттуда был переведен в г. Харьков на 51-е пехотные курсы комсостава. В середине октября в составе сводной дивизии курсантов убыл с курсами на Южный фронт для борьбы с генералом П. Н. Врангелем, однако в боях с врангелевцами участвовать не пришлось. Не доходя 12 верст до Перекопа (уже после его захвата частями Красной армии), дивизия была направлена в район Большой Токмак, Гуляй Поле, где участвовала в боях с вооруженными формированиями Н. И. Махно.
Летом 1921 года в составе этих же курсов А. Е. Шаповалов участвовал в подавлении восстания А. С. Антонова в Инжавинском уезде Тамбовской губернии. 1 октября 1921 года был произведен выпуск 51-х пехотных курсов, а А. Е. Шаповалов направлен слушателем в Военнопедагогический институт в г. Киев.
В начале января 1923 года институт был расформирован, а А. Е. Шаповалов направлен на переподготовку в 5-ю кавалерийскую Елисаветградскую школу им. С. М. Буденного. По её окончании в сентябре 1924 года назначен командиром взвода 23-го Царицынского кавалерийского полка 4-й кавалерийской дивизии ЛенВО.
В марте 1925 года убыл в распоряжение командующего войсками Туркестанского фронта, по прибытии назначен в 77-й кавалерийский полк 6-й отдельной Алтайской кавалерийской бригады (г. Сарай-Комар). В этом полку служил до декабря 1928 года, и. д. командира взвода сабельного эскадрона, пом. командира эскадрона по политической части, командира взвода полковой школы. Участвовал в боях с басмачами в районах Куляб, Сарай-Комар (Пяндж), Больджуан.
В середине декабря 1928 года переведен в Северо-Кавказский военный округ на должность командира взвода полковой школы 67-го кавалерийского полка 11-й кавалерийской дивизии (станица Кавказская).
С марта 1930 года зачислен слушателем в Военную академию РККА им. М. В. Фрунзе (окончил с отличием в мае 1933 г.),
Назначен в 5-ю Ставропольскую кавалерийскую дивизию им. М. Ф. Блинова. В ее составе прослужил 8 лет в должности начальника штаба 26-го Белозерского, затем 30-го Саратовского кавалерийских полков. С 20 февраля 1938 г. и. д. пом. начальника штаба Армейской инспекции штаба КВО, по ее расформировании в мае того же года назначен пом. начальника штаба 32-й кавалерийской дивизии. В декабре 1939 года майор А. Е. Шаповалов был зачислен слушателем Академии Генштаба РККА.

### В Великую Отечественную войну
В начале Великой Отечественной войны 6 июля 1941 года выпущен из академии.
С 6.07.1941 по 17.01.1942 — начальник штаба 49-й отдельной кавалерийской дивизии, в составе кавалерийской группы генерал-майора А. Ф. Бычковского Юго-Западного фронта (в середине декабря группа преобразована в 6-й кавалерийский корпус). В ноябре - декабре 1941 г. в составе этой кавалерийской группы вёл бои на Донбассе (в полосе 6-й армии). Затем, в составе 12-й армии Южного фронта и участвовал в Барвенково-Лозовской наступательной операции, в районе г. Балаклея.
С 17.01.1942 по 09.04.1942 начальник штаба 5-го кавалерийского корпуса.
С 14.03.1942 — 03.09.1942 командовал 68-й морской стрелковой бригадой, которая в составе 3-го гвардейского стрелкового корпуса 56-й армии Южного фронта вела наступательные бои на подступах к Таганрогу. Затем до июля бригада вела тяжёлые оборонительные бои восточнее Таганрога, отходя к Ростовскому укрепленному району, затем на левый берег Дона. В конце июля армия была включена в состав Северо-Кавказского фронта.
В середине октября назначен начальником штаба 408-й стрелковой дивизии, входившей в состав Туапсинского оборонительного района Черноморской группы войск Закавказского фронта. В декабре 1942 - январе 1943 года начальник штаба дивизии полковник
Шаповалов, Афанасий Ефимович занимался расформированием дивизии.
C января 1943 года назначен заместителем командира 9-й горнострелковой дивизии Черноморской группы войск Закавказского фронта. В ходе Северо-Кавказской наступательной операции дивизия в составе 46-й армии прорвала сильно укрепленную оборону противника и 29 января освободила г. Майкоп.
Затем, развивая наступление, она форсировала р. Кубань, а на станции Белореченская, захватила до 500 вагонов с военным имуществом, оружием и боеприпасами. После этого она была передана в состав 37-й армии Северо-Кавказского фронта и участвовала в Краснодарской наступательной операции. В ходе Краснодарской наступательной операции дивизия, действуя в составе 37-й армии Северо-Кавказского фронта, освободила пригород Краснодара - Калинино, создав тем самым угрозу флангу противника и способствуя освобождению войсками фронта г. Краснодар.
С 18 по 29 марта 1943 г. А. Е. Шаповалов временно исполнял должность командира дивизии, затем вернулся на прежнюю должность. В последующем дивизия вела боевые действия в составе 56-й армии Северо-Кавказского фронта. Преследуя отходящего противника, ее части освободили более 200 населённых пунктов и в конце апреля вышли к ст. Неберджаевская, где перешли к обороне и находились там до сентября. За бои под Неберджаевской получил орден Красной Звезды.
5 сентября дивизия была переформирована в 9-ю Краснодарскую пластунскую стрелковую дивизию. С октября 1943 г. она находилась в резерве Ставки ВГК и дислоцировалась сначала в районе Краснодара, затем Тамани - занималась боевой подготовкой и обороной Таманского полуострова.
В конце 1944 г. дивизия была передислоцирована на ст. Каменец-Подольск, где вошла в состав 18-й армии 1-го Украинского фронта. В этот период ее части принимали участие в ликвидации бендеровских банд. В августе 1944 г. она вошла в 60-ю армию этого же фронта и участвовала в Львовско-Сандомирской наступательной операции, в освобождении г. Дембица. В это время Шаповалов организовывал бой в 193-м пластунском стрелковомм полку. За успешное руководство пластунами полка был награждён Орденом Красного Знамени, а полк представлен к Ордену Богдана Хмельницкого.
По ее завершении с 4 сентября по октябрь 1944 г. полковник А. Е. Шаповалов вновь временно исполнял должность командира 9-й пластунской стрелковой дивизии. В этот период она находилась в первом эшелоне 60-й армии и прочно обороняла занимаемый рубеж. В январе 1945 г. в ходе Сандомирско-Силезской наступательной операции дивизия прорвала оборону противника на подступах к Кракову. За период с 12 по 18 января ее части разгромили 304-ю пехотную дивизию противника и освободили 287 населённых пунктов.
В феврале в ходе Нижнесилезской наступательной операции дивизия захватила плацдарм на западном берегу р. Одер, с 16 по 20 февраля она вела тяжёлые бои по его расширению. В ходе Верхнесилезской наступательной операции ее части прорвали оборону противника, продвинулись на 25 км и 24 марта овладели г. Леобщютц (Глубчице), затем вели бои на подступах к р. Опава.
С 6 апреля 1945 г. дивизия в составе 60-й армии перешла в подчинение 4-го Украинского фронта и заняла оборону на стыке 1-го и 4-го Украинских фронтов. В ходе Моравска-Остравской наступательной операции 22 апреля 1945 г. ее части после совершения марша с ходу форсировали р. Опава и овладели г. Опава.
27 апреля 1945 года в боях в горно-лесистой местности Судетских Карпат полковник А. Е. Шаповалов был тяжело ранен и на следующий день умер от ран в госпитале.
28 апреля 1945 года умер от ран в госпитале на 1-м Украинском фронте. Посмертно награждён Орденом Отечественной войны 1 степени.
Первичное место захоронение Чехословакия, Моравия, г. Троппау, южная окраина, кладбище.

## Награды
- Орден Ленина (21.02.1945)[10];
- ордена Красного Знамени три:(22.12.1944) [11],[12], (23.11.1944)[13];
- Орден Отечественной войны I степени (15.6.1945)[13];
- Орден Богдана Хмельницкого II степени (6.4.1945)[14];
- Орден Красной Звезды (12.6.1943)[15];
- Медаль XX лет РККА, (1938);
- Медаль «За оборону Кавказа» (22.12.1942)[16];

## Воинские звания
- подполковник
- полковник[17]/

## Память
- На могиле установлен надгробный памятник.
- Имя воина увековечено в Главном Храме Вооружённых сил России и на мемориале «Дорога памяти»[18].